# Merkur Arena
De Merkur-Arena is een voetbalstadion in de Oostenrijkse stad Graz. Het stadion biedt plaats aan 16.364 toeschouwers en is de thuishaven van SK Sturm Graz en Grazer AK. Eerstgenoemde club speelt al jaren in de hoogste voetbalcompetitie van Oostenrijk, de Bundesliga. Het stadion is in 1997 geopend met de derby tussen de stadsgenoten SK Sturm Graz en Grazer AK. Het is in 2002 gedeeltelijk gerenoveerd.

## Naamgeving
Tot 2005 was het stadion vernoemd naar Arnold Schwarzenegger, geboren in Thal, een dorp dicht bij Graz. Na de affaire rond Stanley Williams mocht de naam van Schwarzenegger niet meer gebruikt worden. Sinds april 2016 is de naam verbonden aan de verzekeringsmaatschappij Merkur.

## Interlands
Het Oostenrijks voetbalelftal speelde tot op heden acht interlands in de Merkur Arena.
| 1 | 28 april 1999    | Oostenrijk – San Marino  | 6 – 0 | EK-kwalificatie |
| 2 | 29 maart 2000    | Oostenrijk – Zweden      | 1 – 1 | Oefeninterland  |
| 3 | 27 maart 2002    | Oostenrijk – Slowakije   | 2 – 0 | Oefeninterland  |
| 4 | 26 maart 2003    | Oostenrijk – Griekenland | 2 – 2 | Oefeninterland  |
| 5 | 25 mei 2004      | Oostenrijk – Rusland     | 0 – 0 | Oefeninterland  |
| 6 | 17 augustus 2005 | Oostenrijk – Schotland   | 2 – 2 | Oefeninterland  |
| 7 | 5 september 2009 | Oostenrijk – Faeröer     | 3 – 1 | WK-kwalificatie |
| 8 | 7 juni 2011      | Oostenrijk – Letland     | 3 – 1 | Oefeninterland  |